# All I Ever Wanted (песня Келли Кларксон)
«All I Ever Wanted» — четвёртый сингл американской певицы Келли Кларксон с одноимённого альбома.

## Создание композиции
«All I Ever Wanted» была написана Дэймеоном Арандой, Луисом Бианканиелло и Сэмом Уоттерсом. Это — поп-рок композиция, в размере 4/4, умеренном темпе с битрейтом 120 ударов в минуту, тональности Соль минор, диапазоне от Фа3 до Ми♭5.

## Оценки критиков
Критические рецензии на «All I Ever Wanted», в основном, несут позитивный характер. Издание Los Angeles Times заявило, что «Трек пробуждает слияние соула и рока, подобно творчеству Timbaland'а и Рианны».. Джон Долан из журнала Blender в общей рецензии альбома отметил, что в «All I Ever Wanted» слышен фанк-грув, подобный стилю группы Franz Ferdinand. В рецензии The Boston Globe отмечена особая эмоциональность песни. PopMatters посчитал, что на фоне общего настроения альбома, навеянного разрывом отношений, «All I Ever Wanted» несёт в себе оптимизм и отражает силу характера Кларксон.

## Чарты
Песня дебютировала на 99 месте Billboard Hot 100 и добралась до 96 места. К середине 2010 года было продано 129.000 копий сингла.
| Страна | Чарт (2010)                  | Лучший результат |
| ------ | ---------------------------- | ---------------- |
| США    | Billboard Adult Top 40       | 11               |
| США    | Billboard Mainstream Top 40  | 37               |
| США    | Billboard Adult Contemporary | 3                |
| США    | Billboard Hot 100            | 96               |

## Издание сингла
Песня официально появилась в ротации на радиостанциях США 9 марта 2010 года. Сингл вышел в США и Канаде в формате цифровой дистрибуции на iTunes 15 марта 2010 года.
| Страна | Дата          | Формат               |
| ------ | ------------- | -------------------- |
| США    | март 9, 2010  | радиоэфир            |
| США    | март 15, 2010 | цифровая дистрибуция |
| Канада | март 15, 2010 | цифровая дистрибуция |